# Lodi (Marseille)
Pour les articles homonymes, voir Lodi (homonymie).
Lodi est un quartier du 6e arrondissement de Marseille autour de la rue de Lodi.